# Adolfsbergs församling
Adolfsbergs församling är en församling i Örebro pastorat i Norra Närkes kontrakt i Strängnäs stift i Svenska kyrkan. Församlingen ligger i Örebro kommun i Örebro län.

## Administrativ historik
Församlingen bildades 1995 som en utbrytning ur Örebro Nikolai församling och utgjorde eget pastorat till 2010 då den till 2014 ingick i Adolfsberg, Mosjö och Täby pastorat. Från 2014 ingår församlingen i Örebro pastorat.

## Kyrkor
- Adolfsbergs kyrka